# Borojoa patinoi
Borojoa patinoi là một loài thực vật có hoa trong họ Thiến thảo. Loài này được Cuatrec. mô tả khoa học đầu tiên năm 1949.

## Hình ảnh

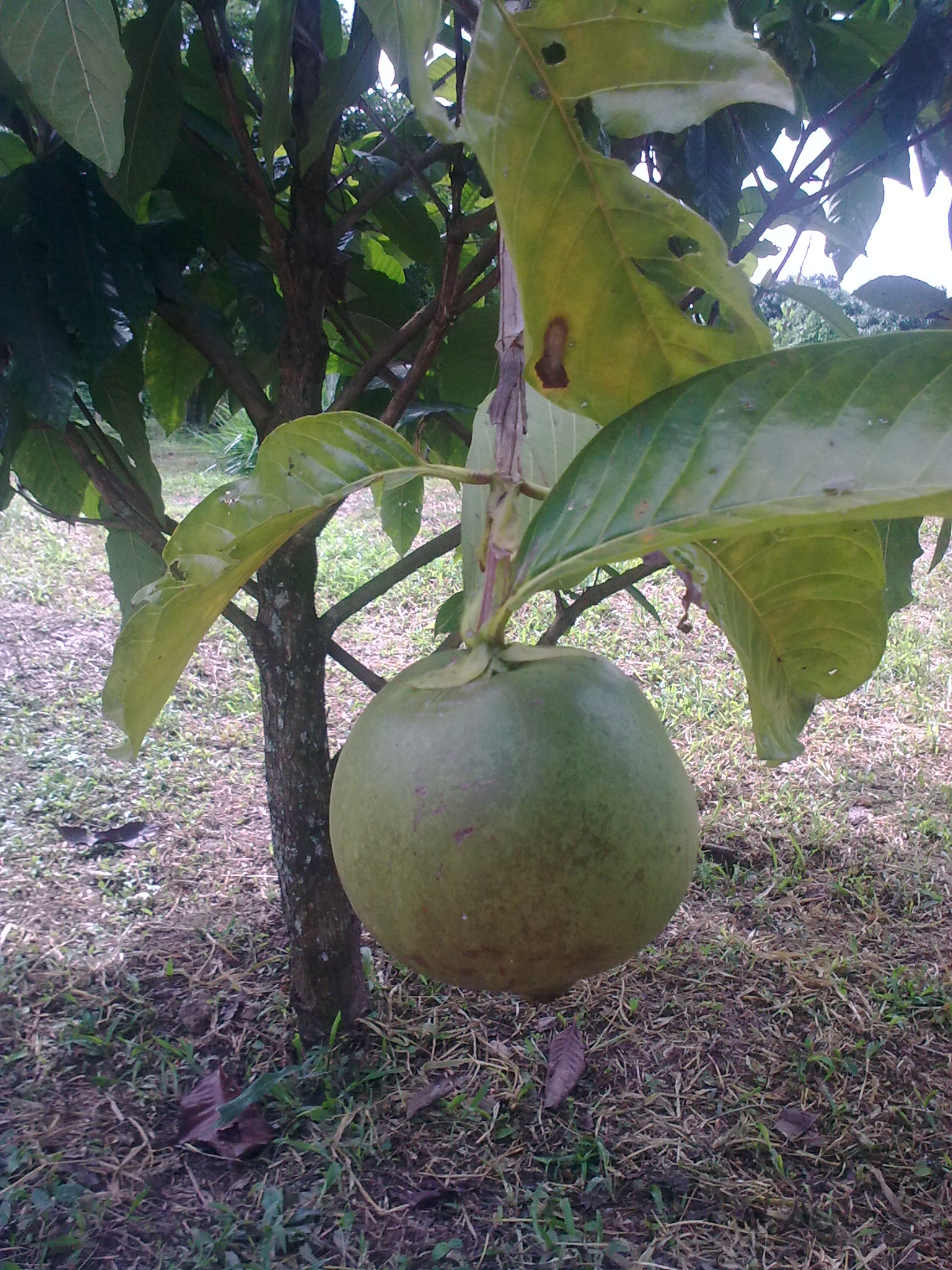
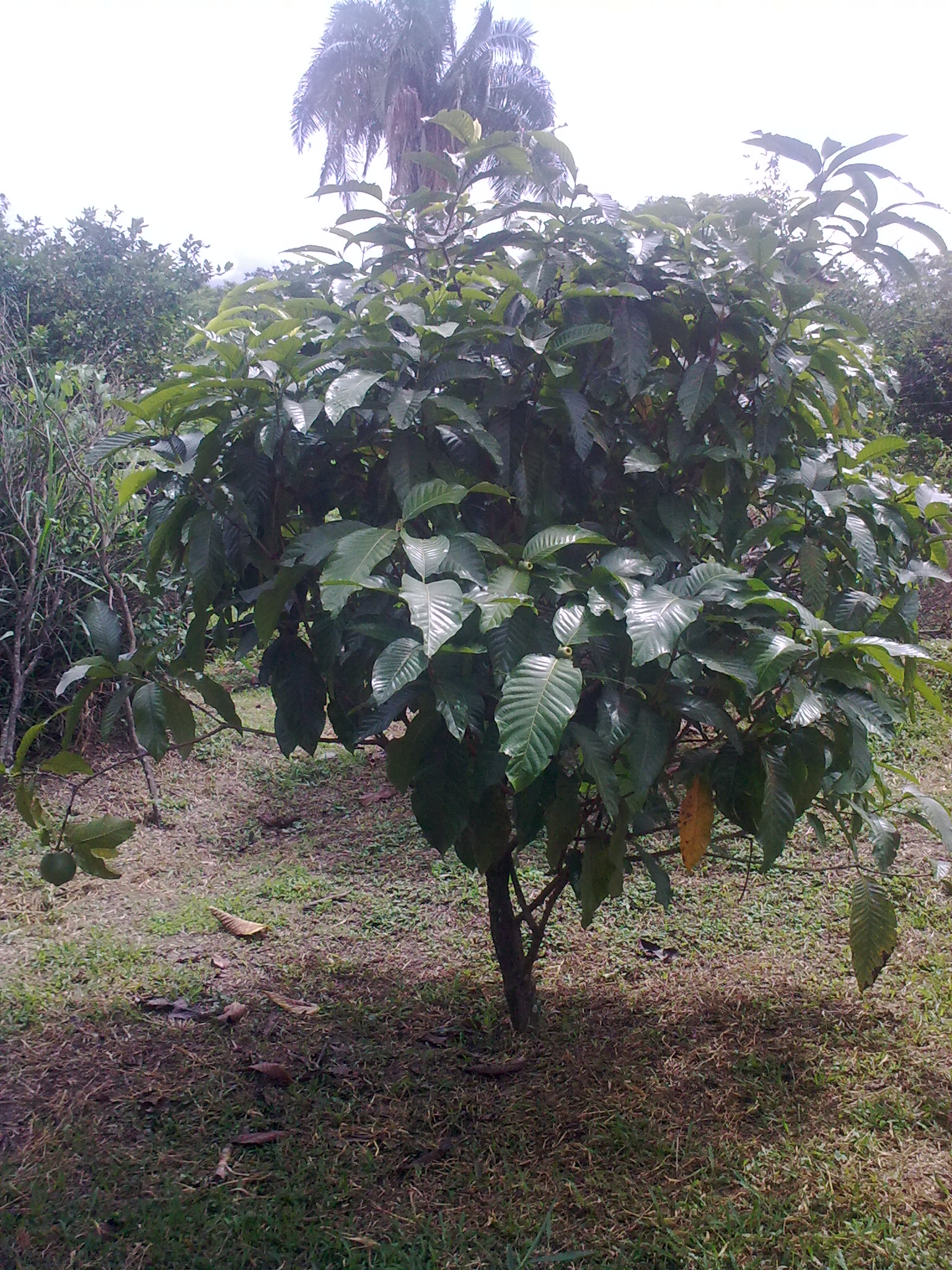